# Tor Fuglset
Tor Fuglset (Molde, 23 aprile 1951) è un ex calciatore norvegese, di ruolo attaccante.

## Biografia
È il fratello di Jan Fuglset.

## Carriera

### Club
Fuglset cominciò la carriera con la maglia del Molde, per poi passare all'Odda. Dopo una breve esperienza in squadra, si trasferì al Fredrikstad. Segnò una rete nella finale di Coppa di Norvegia 1969, persa però per 5-3 contro lo Strømsgodset. In due stagioni al Fredrikstad, giocò 27 partite di campionato e siglò 8 reti.
Successivamente, passò al Lyn Oslo, per cui debuttò il 26 aprile 1971, segnando anche una doppietta nel 7-1 inflitto al Frigg. In due stagioni, totalizzò 32 presenze e 10 reti. Giocò poi per gli olandesi dell'ADO Den Haag, ma dovette ritirarsi dall'attività agonistica a causa di un difetto cardiaco. Tornò in campo nel 1979, per il Molde: aiutò il club a raggiungere la promozione nella 1. divisjon.

### Nazionale
Fuglset conta 9 presenze e 2 reti per la Norvegia. Esordì il 19 settembre 1970, trovando anche la via del gol nella sconfitta per 2-4 contro la Svezia.